# New Century Global Center

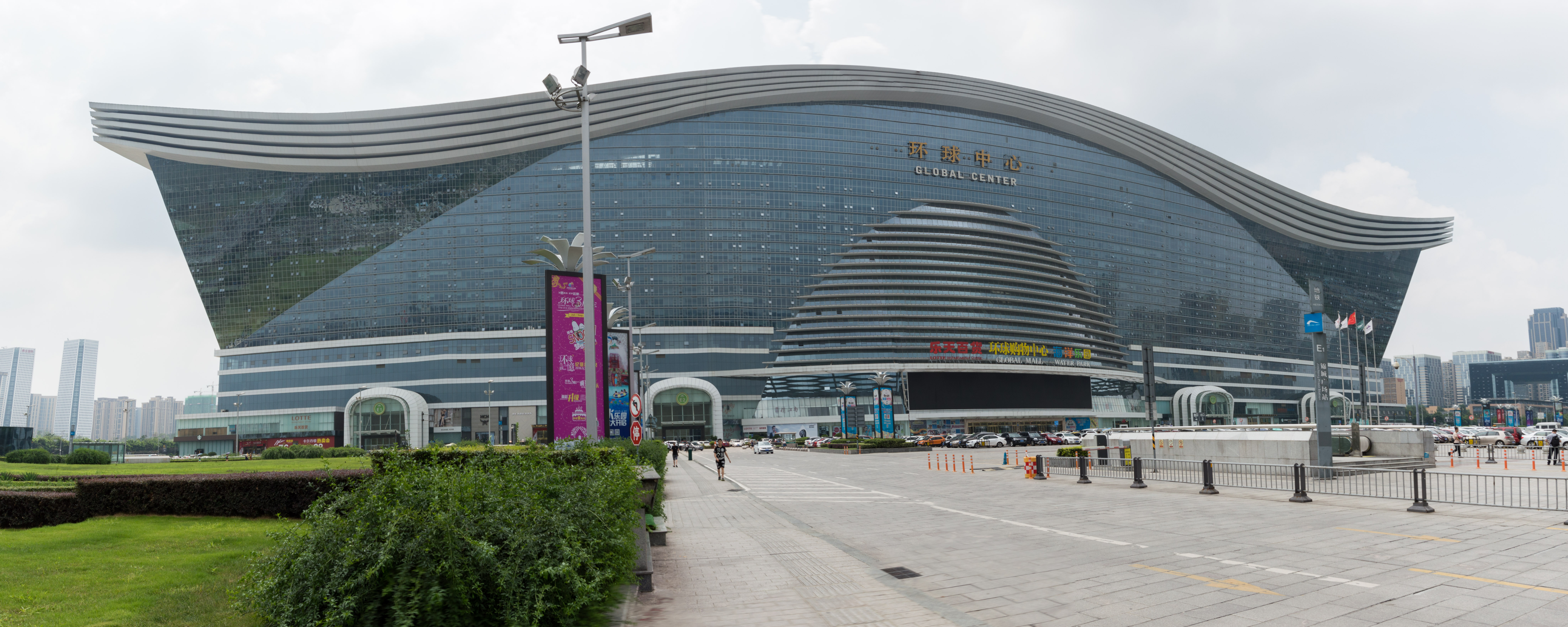
New Century Global Center

Das New Century Global Center (新世纪环球中心, Pinyin: Xīnshìjì Huánqiú Zhōngxīn) ist ein Multifunktionsgebäude in der chinesischen Unterprovinzstadt Chengdu, Hauptstadt der Provinz Sichuan.
Es wurde 2013 eröffnet und ist gemessen an seiner Nutzfläche von 1,76 Millionen Quadratmetern das größte Gebäude der Welt. Es hat eine Höhe von 100 Metern und eine Grundfläche von 500 m × 400 m.

## Inneres
Rund 400.000 m² der Nutzfläche entfallen auf ein Einkaufszentrum. Außerdem befinden sich in dem Gebäude Bürogebäude, Konferenzräume, eine Universität, zwei Fünf-Sterne-Hotels und ein IMAX-Kino mit 14 Sälen. In der Mitte des Gebäudes gibt es einen Wasserpark mit dem Namen „Paradise Island Water Park“, er besteht u. a. aus einem 5.000 m² großen Strand und einem 150 m × 40 m großen Bildschirm, der Sonnenaufgang bzw. Sonnenuntergang zeigt. Weiterhin gibt es in dem Gebäude ein mediterranes Dorf samt christlicher Kirche, ein Piratenschiff, eine Bühne und eine Eislaufbahn mit olympischen Ausmaßen. Im  Gebäude befindet sich ein Bahnhof der Linie 1 der U-Bahn Chengdu.